# 范齐
范齐，燕国人，西汉初年政治人物。
汉高帝十一年（前196年），陈豨造反，燕王卢绾发兵进攻其东北面。燕王卢绾使臣张胜暗中与匈奴和好，以图卢绾长期在燕称王。张胜回来后，将自己行事的原因告知卢绾，卢绾于是派张胜去匈奴作密使。同时派范齐去联络陈豨，想让陈豨长期逃亡在外，双方对峙，不作决战。汉朝进攻杀死陈豨后，陈豨偏将投降，说出燕王卢绾曾派范齐去见陈豨互通计谋的事情。次年，刘邦派使者去召卢绾入朝，卢绾称病不来；又派辟阳侯审食其、御史大夫赵尧出使燕国，得知卢绾有二心。于是二月，刘邦派樊哙以相国名义发兵攻打卢绾，另立皇子刘建为燕王。